# Катериновский сельский совет (Великолепетихский район)
Катериновский сельский совет (укр. Катеринівська сільська рада) — входит в состав
Великолепетихского района
Херсонской области
Украины.
Административный центр сельского совета находится в 
с. Катериновка
.

## История
- 1796 — дата образования.

## Населённые пункты совета
- с. Катериновка
- с. Константиновка